# Fred Graham
Fred Graham est un acteur et cascadeur américain, né le 26 octobre 1908 à Springer (Nouveau-Mexique), mort le 10 octobre 1979  à Scottsdale). Il a tourné dans plus de 200 films.

## Filmographie partielle
- 1935 : Les Révoltés du Bounty de Frank Lloyd
- 1942 : Larceny, Inc. de Lloyd Bacon
- 1945 : Bandits of the Badlands de Thomas Carr
- 1946 : The Crimson Ghost de Fred C. Brannon et William Witney
- 1949 : Le Bagarreur du Kentucky de George Waggner
- 1949 : La Brigade des stupéfiants de László Benedek
- 1950 : En plein cirage de Lloyd Bacon
- 1950 : La porte s'ouvre de Joseph L. Mankiewicz
- 1951 : Angels in the Outfield de Clarence Brown
- 1952 : La Madone du désir de Robert Parrish
- 1953 : A Perilous Journey de R. G. Springsteen
- 1954 : Vingt Mille Lieues sous les mers de Richard Fleischer
- 1954 : Les Gladiateurs de Delmer Daves
- 1956 : Sept Hommes à abattre de Budd Boetticher
- 1956 : La Dernière Chasse de Richard Brooks
- 1957 : Le Salaire du diable de Jack Arnold
- 1958 : Sueurs froides d'Alfred Hitchcock
- 1959 : The Giant Gila Monster de Ray Kellogg
- 1959 : Rio Bravo de Howard Hawks
- 1960 : Alamo de John Wayne
- 1965 : Représailles en Arizona de William Witney
- 1971 : Man and Boy de E. W. Swackhamer